# Liste der Biografien/Wesk
Liste der Biografien |
Portal Biografien |
Personensuche
# |
A |
B |
C |
D |
E |
F |
G |
H |
I |
J |
K |
L |
M |
N |
O |
P |
Q |
R |
S |
T |
U |
V |
W |
X |
Y |
Z |
?
 
Wa |
Wc |
Wd |
We |
Wh |
Wi |
Wj |
Wl |
Wn |
Wo |
Wr |
Ws |
Wt |
Wu |
Ww |
Wy |
Wz
 
Wea |
Web |
Wec |
Wed |
Wee |
Wef |
Weg |
Weh |
Wei |
Wej |
Wek |
Wel |
Wem |
Wen |
Weo |
Wep |
Wer |
Wes |
Wet |
Weu |
Wev |
Wew |
Wex |
Wey |
Wez
 
Wesa |
Wesc |
Wesd |
Wese |
Wesh |
Wesj |
Wesk |
Wesl |
Wesn |
Weso |
Wesp |
Wess |
West |
Wesz
Die Liste der Biografien führt alle Personen auf, die in der deutschsprachigen Wikipedia einen Artikel haben. Dieses ist eine Teilliste mit 15 Einträgen von Personen, deren Namen mit den Buchstaben „Wesk“ beginnt.

## Wesk

### Weska
- Weskamm, Wilhelm (1891–1956), deutscher römisch-katholischer Geistlicher, Bischof
- Weskamp, Ludger (* 1966), deutscher Politiker (SPD)
- Weskamp, Ralf (* 1962), deutscher Bildungsmanager, Schulleiter und Spracherwerbsforscher
- Weskamp, Wilhelm (1903–1986), deutscher Politiker (CDU)

### Weske
- Weske, Emilia (* 2001), deutsche Volleyballspielerin
- Weske, John Seddon (* 1936), US-amerikanischer Ornithologe
- Weske, Markus (* 1968), deutscher Pädagoge und Politiker (SPD), MdL
- Wesker, Arnold (1932–2016), britischer Schriftsteller und Dramatiker
- Wesker, Hans (1950–2025), deutscher Maler und Klangkünstler

### Weski
- Weski, Ellen (1946–1986), deutsche Klassische Archäologin
- Weski, Inez (* 1955), niederländische RechtsanwältinInez Weski (* 1955)

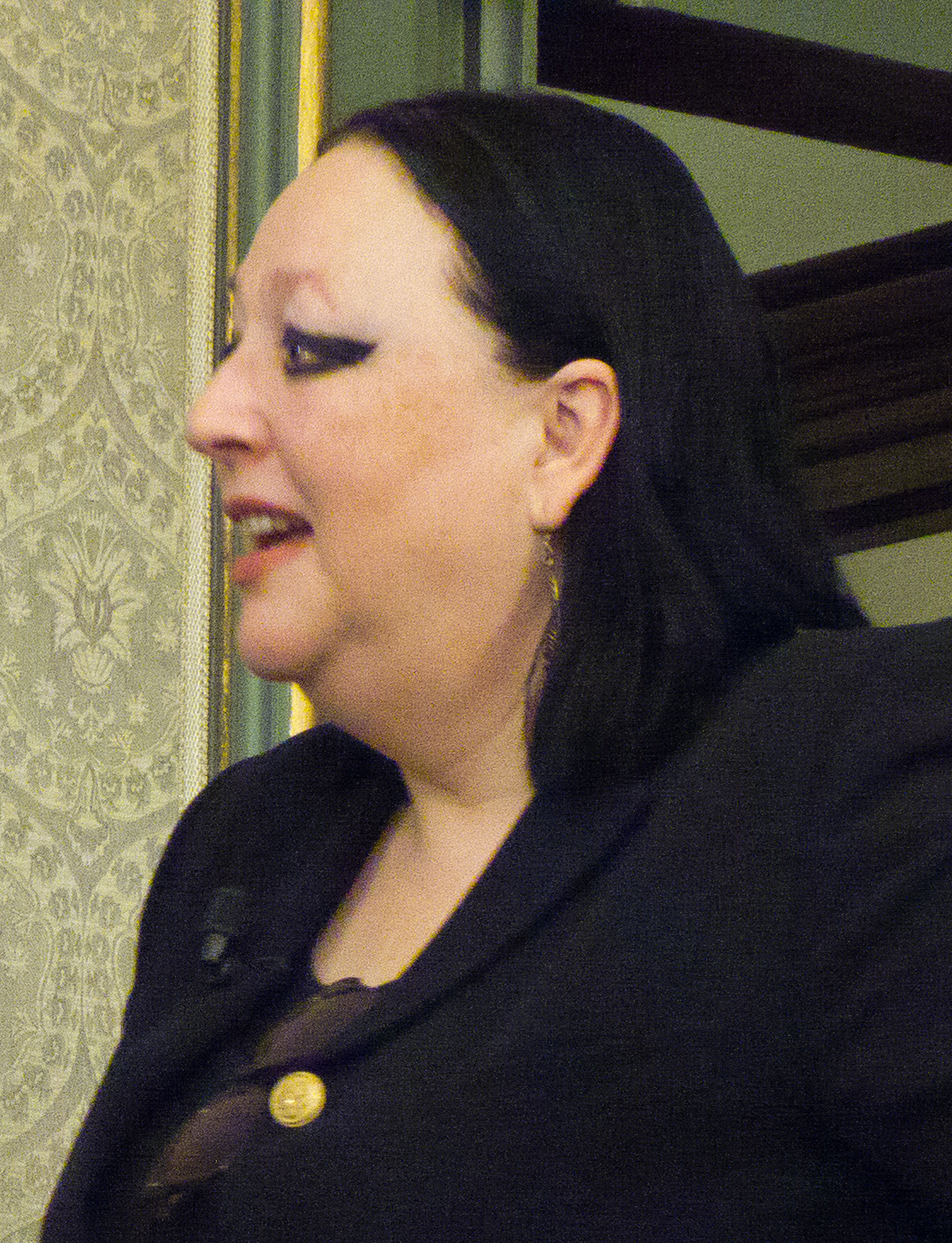
Inez Weski (* 1955)

- Weski, Oskar (1879–1952), deutscher Arzt und Zahnarzt

### Wesko
- Weskott, Erika, deutsche Tischtennisspielerin
- Weskott, Friedrich (1821–1876), deutscher Chemiker
- Weskott, Martin (* 1951), deutscher evangelischer Pfarrer